# Adelqui Migliar
Adelqui Migliar (Concepción, Región del Biobío, 5 de agosto de 1891 - Santiago de Chile, 6 de agosto de 1956) fue un actor, guionista, director y productor de cine chileno. Apareció en 31 películas entre 1916 y 1928, y dirigió otras 24 películas entre 1922 y 1954. En algunas de las películas usó el nombre de Adelqui Millar.

## Cine selecto
Entre las películas en las que participó se destacan:
| Año  | Película                  | Rol                | Personaje   |
| ---- | ------------------------- | ------------------ | ----------- |
| 1924 | Die Sklavenkönigin        | actor              | Prince Seti |
| 1929 | Baccarat                  | director           |             |
| 1931 | Luces de Buenos Aires     | director           |             |
| 1939 | Ambición                  | guionista-escritor |             |
| 1939 | Volver a vivir            | director           |             |
| 1940 | La carga de los valientes | director           |             |
| 1941 | La quinta calumnia        | director           |             |
| 1943 | Oro en la mano            | director           |             |
| 1947 | El precio de una vida     | director           |             |
| 1952 | Marido de ocasión         | guionista-director |             |
| 1954 | El domador                | director           |             |

En 1931 dirigió Luces de Buenos Aires, la primera película (1931) que Carlos Gardel filmó para Les Studios Paramount, en los estudios de Joinville-le-Pont, Val-de-Marne, Francia.